# Max Glasemann
Max Glasemann, född 3 januari 1848 i Berlin, var en tysk balettdansare. 
Glasemann var elev vid hovoperans balett i Berlin 1854 och till Paul Taglioni. Efter debuten 1866 uppträdde han i Königsberg, Stettin och Rotterdam och startade ett eget balettsällskap i Sankt Petersburg 1889. Han var balettmästare i Rotterdam, Bryssel, Paris samt vid Kungliga Baletten på Kungliga Operan i Stockholm från 1894 till 1901. Han komponerade bland annat Spanskt dansdivertissement, Skuggbalett, Orientaliskt balettdivertissement, Blomsterbalett, Coppelia och Ett romerskt festspel. 